# 數愛
《數愛》曾為香港女歌手謝安琪的第三張國語專輯，現已被無限期擱置，專輯及首波主打名字從謝安琪面書於2015年5月28日公布。

## 專輯名字
專輯名字《數愛》源自謝安琪本人，她希望將遊歷華語歌壇5年來所認識、喜愛、被其懾服的音樂人，都嘗試在第三張國語專輯中合作，作為自己於華語歌壇的歷程紀錄，細數其珍愛。
於2015年7月30日，叱咤903叱咤樂壇訪問中提及專輯之參與音樂人包括林俊杰、HUSH、李榮浩、方大同、胡彥斌等。

## 派台歌曲
- 第一首 《跟着眼淚轉彎》
- 第二首 《香女人》

## 香港派台歌曲成績
| 歌曲         | 903 | RTHK | 997 |
| ------------ | --- | ---- | --- |
| 跟着眼淚轉彎 | 17  | 1    | 2   |
| 香女人       | 1   | 3    | 1   |

## 獎項
- 新城勁爆頒獎禮2015 - 新城勁爆國語歌曲獎（金獎）《香女人》
- 新城勁爆頒獎禮2015 - 新城勁爆歌曲《跟着眼淚轉彎》
- 第三十八屆十大中文金曲頒獎音樂會 - 優秀流行國語歌曲 銀獎《跟着眼淚轉彎》